# 藤原廣嗣

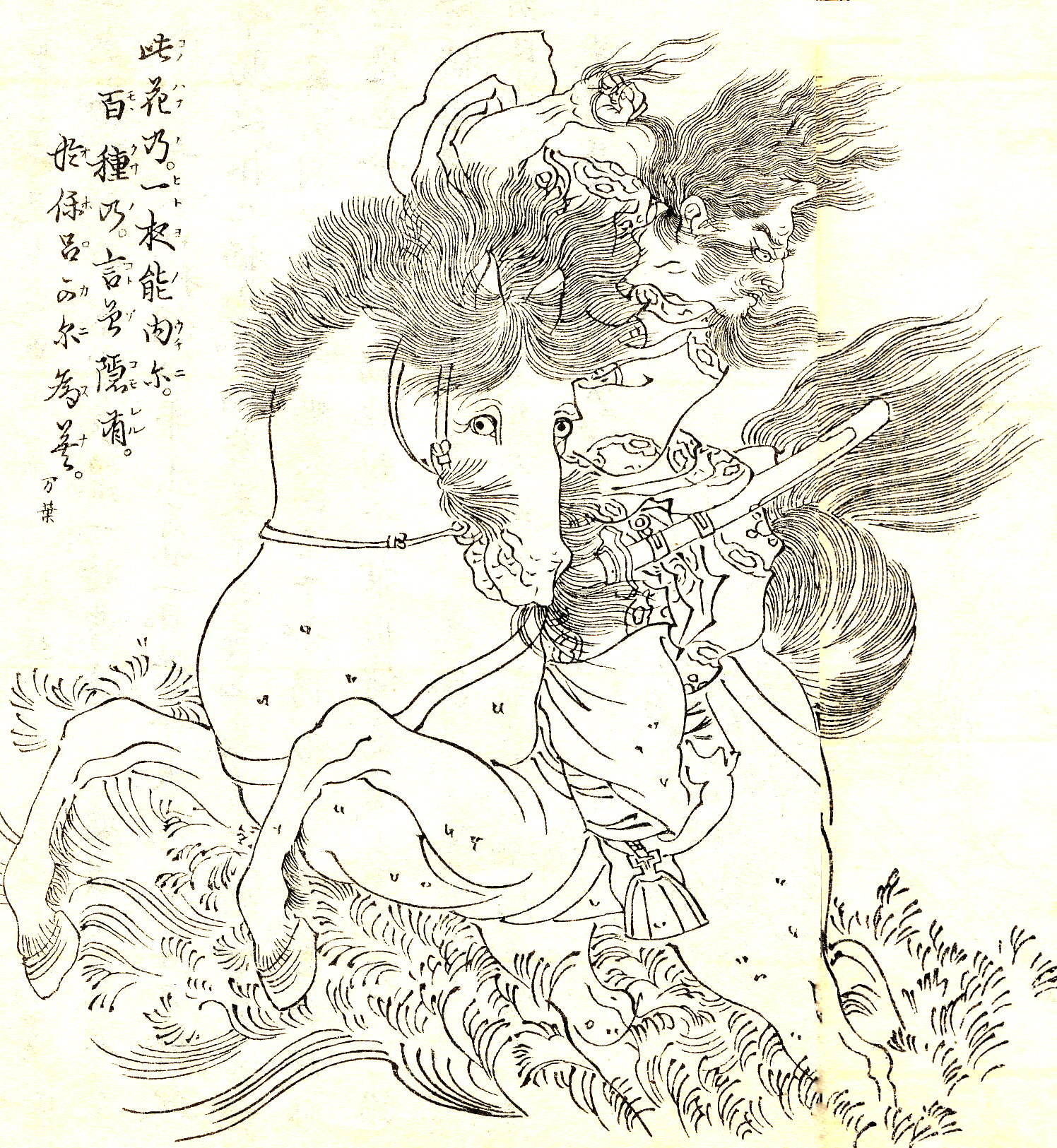
藤原廣嗣　『前賢故實』

藤原廣嗣（ふじわら の ひろつぐ、?—740年11月28日）是奈良時代的廷臣。藤原式家之祖、参議・藤原宇合之長男。母是石上麻呂（一說是蘇我倉山田石川麻呂）之女。官位從五位下・大宰少弐。

## 生涯
生年不詳。掌握大權的藤原四兄弟相次亡故後，天平9年（737年），從從六位上昇叙從五位下。天平10年（738年），兼任大養德（大和）守。此外，叙爵以降，任式部少輔。但是，朝廷內反藤原氏勢力抬頭，因誹謗親族的理由，在同年左遷大宰少弐。
廣嗣對左遷不服，上書彈劾反藤原勢力的右衛士督吉備真備和僧正玄昉，認為兩人是天地災厄的元凶。
天平12年（740年），和弟綱手率領大宰府、隼人等共1萬餘的兵力在九州舉兵，但是，被大野東人的追討軍擊敗潰走，最後在肥前國松浦郡被捕，在唐津處刑（藤原廣嗣之亂）。
之後為了平息廣嗣的怨靈，在唐津創建祭祀廣嗣的鏡神社。新藥師寺的西隣鎮座的鏡神社是由此神社勸請而來。

## 關連項目
- 藤原氏